# NGC 4238
NGC 4238 је спирална галаксија у сазвежђу Змај која се налази на NGC листи објеката дубоког неба.
Деклинација објекта је + 63° 24' 38" а ректасцензија 12h 16m 56,0s. Привидна величина (магнитуда) објекта NGC 4238 износи 13,5 а фотографска магнитуда 14,2. NGC 4238 је још познат и под ознакама UGC 7308, MCG 11-15-41, CGCG 315-31, IRAS 12145+6341, PGC 39366.